# Gopalganj
Gopalganj es un municipio de la India, centro administrativo del distrito de Gopalganj, en el estado de Bihar. Según el censo de 2011, tiene una población de 67 339 habitantes.

## Geografía
Está situada a una altitud de 66 m s. n. m., a unos 143 km por carretera de la capital estatal, Patna, en la zona horaria UTC +5:30.